# John Grisham
John Ray Grisham Jr. (Jonesboro, 8 febbraio 1955) è un politico e scrittore statunitense, autore di gialli giudiziari.
Ha venduto 300 milioni di copie delle sue opere. Da molti suoi romanzi sono stati tratti film di successo.

## Biografia e carriera

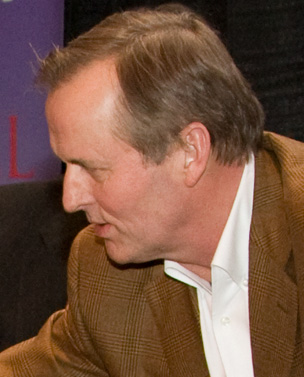
John Grisham nel 2008.

Secondo di cinque fratelli, Grisham è nato nel 1955 a Jonesboro, in Arkansas, USA, in una modesta famiglia del sud (suo padre ha lavorato come operaio edile e coltivatore di cotone). Dopo vari spostamenti, la famiglia si stabilì nel 1967 nella piccola città di Southaven, Mississippi. Consigliato dalla madre, il giovane Grisham diviene un avido lettore, influenzato particolarmente dal lavoro di John Steinbeck, di cui ammirava la chiarezza. Mentre studiava alla Mississippi State University, Grisham comincia a tenere un diario, una pratica che successivamente lo aiutò nelle sue attività creative. Dopo aver conseguito la laurea in legge nel 1981, esercita la professione di avvocato nella piccola città di Southaven per quasi un decennio.
Nel 1983 viene eletto per i democratici alla Camera dei rappresentanti del Mississippi, dove resta fino al 1990, pur continuando a esercitare la sua professione di avvocato. Nel suo tempo libero, Grisham comincia a lavorare al suo primo romanzo, nel quale approfondisce una vicenda in cui il padre di una bambina stuprata intende uccidere gli aggressori della figlia. Nel 1987, dopo tre anni di lavoro, la sua opera prima, Il momento di uccidere (Time To Kill), viene completata. Inizialmente rifiutata da diversi editori, viene infine accettata dalla Wynwood Press, che lo pubblica nel giugno 1988 con una tiratura di sole 5 000 copie. Appena finita questa fatica, Grisham inizia immediatamente un nuovo romanzo, Il socio, che fu il settimo romanzo più venduto del 1991.
A questo libro ne seguirono molti altri (Il rapporto Pelican, Il cliente, L'uomo della pioggia, Il partner, ...), al punto che la rivista statunitense «Publishers Weekly» dichiarò Grisham "lo scrittore maggiormente venduto degli anni Novanta", con un totale di più di 60 milioni di copie. I suoi romanzi, definiti "gialli giudiziari", attingono a piene mani alla sua esperienza di avvocato e sono stati oggetto di numerose versioni cinematografiche. È sposato dal 1981 con Renee Jones, hanno due figli, Shea e Ty. Vivono tra Oxford (Mississippi) e Charlottesville (Virginia).

## Opere

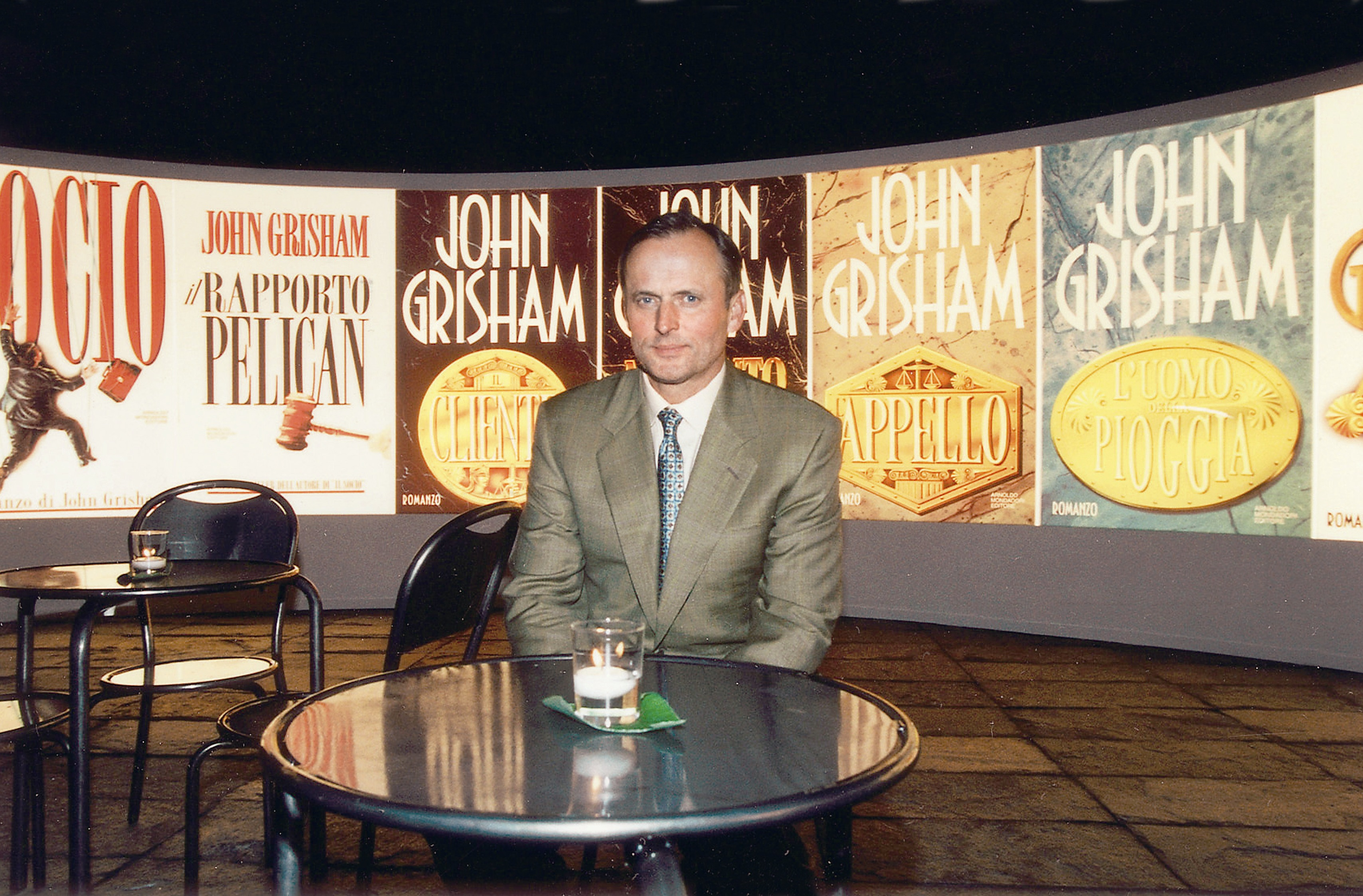
John Grisham con sullo sfondo varie copertine dei suoi romanzi tradotti in italiano

Tutte le opere in italiano sono pubblicate da Mondadori. La data della traduzione è indicata solo quando è diversa dall'originale.

### Per adulti
|    | Romanzo                                       | Anno |
| -- | --------------------------------------------- | ---- |
| 1  | Il momento di uccidere (A Time to Kill)       | 1988 |
| 2  | Il socio (The Firm)                           | 1991 |
| 3  | Il rapporto Pelican (The Pelican Brief)       | 1992 |
| 4  | Il cliente (The Client)                       | 1993 |
| 5  | L'appello (The Chamber)                       | 1994 |
| 6  | L'uomo della pioggia (The Rainmaker)          | 1995 |
| 7  | La giuria (The Runaway Jury)                  | 1996 |
| 8  | Il partner (The Partner)                      | 1997 |
| 9  | L'avvocato di strada (The Street Lawyer)      | 1998 |
| 10 | Il testamento (The Testament)                 | 1999 |
| 11 | I confratelli (The Brethren)                  | 2000 |
| 12 | La casa dipinta (A Painted House)             | 2001 |
| 13 | Fuga dal Natale (Skipping Christmas)          | 2001 |
| 14 | La convocazione (The Summons)                 |      |
| 15 | Il re dei torti (The King of Torts)           | 2003 |
| 16 | L'allenatore (Bleachers)                      |      |
| 17 | L'ultimo giurato (The Last Juror)             | 2004 |
| 18 | Il broker (The Broker)                        | 2005 |
| 19 | Innocente. Una storia vera (The Innocent Man) | 2006 |
| 20 | Il professionista (Playing for Pizza)         | 2007 |
| 21 | Ultima sentenza (The Appeal)                  | 2008 |
| 22 | Il ricatto (The Associate)                    | 2009 |
| 23 | Ritorno a Ford County (Ford County)           |      |
| 24 | Io confesso (The Confession)                  | 2010 |
| 25 | I contendenti (The Litigators)                | 2011 |
| 26 | Calico Joe                                    | 2012 |
| 27 | L'ex avvocato (The Racketeer)                 | 2013 |
| 28 | L'ombra del sicomoro (Sycamore Row)           |      |
| 29 | I segreti di Gray Mountain (Gray Mountain)    | 2014 |
| 30 | L'avvocato canaglia (Rogue Lawyer)            | 2015 |
| 31 | L'informatore (The Whistler)                  | 2016 |
| 32 | Il caso Fitzgerald (Camino Island)            | 2017 |
| 33 | La grande truffa (The Rooster Bar)            | 2018 |
| 34 | La resa dei conti (The Reckoning)             | 2018 |
| 35 | L'avvocato degli innocenti (The Guardians)    | 2019 |
| 36 | L'ultima storia (Camino Winds)                | 2020 |
| 37 | Il tempo della clemenza (A Time for Mercy)    | 2020 |
| 38 | Il sogno di Sooley (Sooley)                   | 2021 |
| 39 | La lista del giudice (The Judge's List)       | 2021 |
| 40 | Gli avversari (Sparring Partners)             | 2022 |
| 41 | I ragazzi di Biloxi (The Boys from Biloxi)    | 2022 |
| 42 | Lo scambio (The Exchange)                     | 2023 |
| 43 | I fantasmi dell'isola (Camino Ghosts)         | 2024 |

### Per ragazzi
| Romanzo                                                                     | Anno                     | Omnibus italiani                         |
| --------------------------------------------------------------------------- | ------------------------ | ---------------------------------------- |
| La prima indagine di Theodore Boone (Theodore Boone: Kid Lawyer)            | 2010 (USA) 2011 (Italia) | I primi casi di Theodore Boone (2014)    |
| Theodore Boone - la ragazza scomparsa (Theodore Boone: The Abduction)       | 2011                     | I primi casi di Theodore Boone (2014)    |
| Theodore Boone - L'accusato (Theodore Boone: The Accused)                   | 2012                     | I primi casi di Theodore Boone (2014)    |
| Theodore Boone - dalla parte giusta (Theodore Boone: The Activist)          | 2013                     | Tre nuovi casi per Theodore Boone (2017) |
| Theodore Boone - Il fuggitivo (Theodore Boone: The Fugitive)                | 2015                     | Tre nuovi casi per Theodore Boone (2017) |
| Theodore Boone - Mistero in aula (Theodore Boone: The Scandal)              | 2016                     | Tre nuovi casi per Theodore Boone (2017) |
| I casi di Theodore Boone - 7. Il complice. (Theodore Boone: The Accomplice) | 2019 (USA) 2020 (Italia) |                                          |

## Trasposizioni
| Anno                                    | Film                                        | Opera                                   | Note     |
| --------------------------------------- | ------------------------------------------- | --------------------------------------- | -------- |
| 1993                                    | Il socio (The Firm)                         | Il socio (The Firm)                     |          |
| Il rapporto Pelican (The Pelican Brief) | Il rapporto Pelican (The Pelican Brief)     |                                         |          |
| 1994                                    | Il cliente (The Client)                     | Il cliente (The Client)                 |          |
| 1995 - 1996                             | Il cliente (The Client)                     | Serie TV                                |          |
| 1996                                    | Il momento di uccidere (A Time to Kill)     | Il momento di uccidere (A Time to Kill) |          |
| L'ultimo appello (The Chamber)          | L'appello (The Chamber)                     |                                         |          |
| 1997                                    | L'uomo della pioggia (The Rainmaker)        | L'uomo della pioggia (The Rainmaker)    |          |
| 2003                                    | A Painted House                             | La casa dipinta (A Painted House)       | Film TV  |
| La giuria (Runaway Jury)                | La giuria (The Runaway Jury)                |                                         |          |
| L'avvocato di strada                    | L'avvocato di strada (The Street Lawyer)    | Film TV                                 |          |
| 2004                                    | Fuga dal Natale (Christmas with the Kranks) | Fuga dal Natale (Skipping Christmas)    |          |
| 2012                                    | Il socio (The Firm)                         | Il socio (The Firm)                     | Serie TV |

## Filmografia

### Sceneggiatore
- Conflitto d'interessi (The Gingerbread Man) (1998)
- Mickey (2004)

### Produttore
- Il momento di uccidere (A Time to Kill) (1996)
- Mickey (2004)
- Il socio (The Firm) (2012) Serie TV

#### Produttore esecutivo
- L'avvocato di strada (2003) Film TV

### Attore
- Mickey (2004)

### Doppiatore
- A Painted House (2003) Film TV (non accreditato)

## Curiosità
Grisham è appassionato di football americano ed è tifoso dei Pittsburgh Steelers. A seguito della pubblicazione de Il Professionista, ambientato a Parma, Grisham è stato nominato presidente onorario della locale squadra di football americano: i Panthers.